# Ilse Köhler-Rollefson

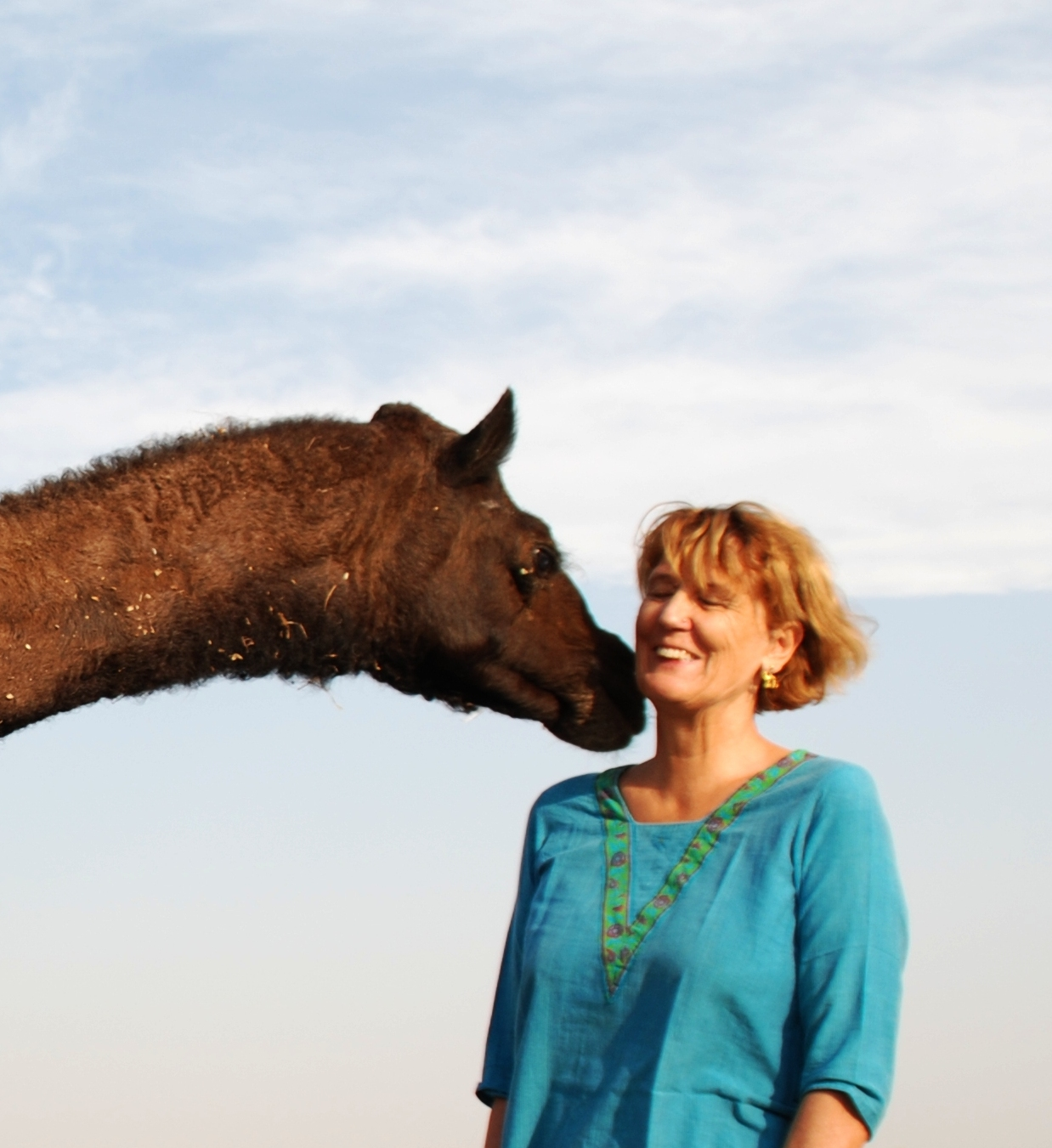
Ilse Köhler-Rollefson mit einem Kamel (2014)

Ilse Köhler-Rollefson (geb. 1953 in Hamburg) ist eine deutsche Archäozoologin, die sich insbesondere in jahrelangen Feldstudien mit der traditionellen Lebensweise des indischen Rabari-Volkes beschäftigt, das durch Weidewirtschaft und das Leben mit Kamelen geprägt ist.

## Biographie
Köhler-Rollefson ist die Tochter des Botanikers Diethard Köhler und der Agrarwissenschaftlerin und Ethnologin Brigitte Köhler. Sie wuchs in Ober-Ramstadt im Odenwald auf. Sie studierte Veterinärmedizin an der Tierärztlichen Hochschule in Hannover, wo sie 1977 ihren Abschluss machte. Nach kurzzeitiger Tätigkeit in der tierärztlichen Praxis ging sie als Archäozoologin nach Jordanien, wo sie an Ausgrabungen unter anderem an der neolithischen Stätte Ain Ghazal mitwirkte. Dabei kam sie in Kontakt zu einer Beduinenfamilie und beschäftigte sich intensiv mit der Kamelhaltung und deren soziokulturellen Bedeutung für das Nomadenleben. Ihre Doktorarbeit über die Domestizierung des Kamels in der Vorgeschichte schloss sie 1981 ab. 1990/91 reiste sie mit einem Stipendium des American Institute of Indian Studies nach Indien, um die Sozioökonomie der Kamelhaltung zu untersuchen. Während ihrer Recherchen kam sie mit dem Volk der Rabari, auch Raika genannt, im nordwestindischen Bundesstaat Rajasthan in Kontakt, deren Leben traditionell von der Kamelhaltung bestimmt wird. Die Rabari haben den traditionellen Glauben, dass sie von Shiva mit dem Auftrag erschaffen wurden Kamele zu hüten. Da die Rabari jedoch nicht mehr von der Kamelzucht leben können, ging die Zahl der Kamele massiv zurück und die traditionelle Kamelkultur drohte verloren zu gehen.

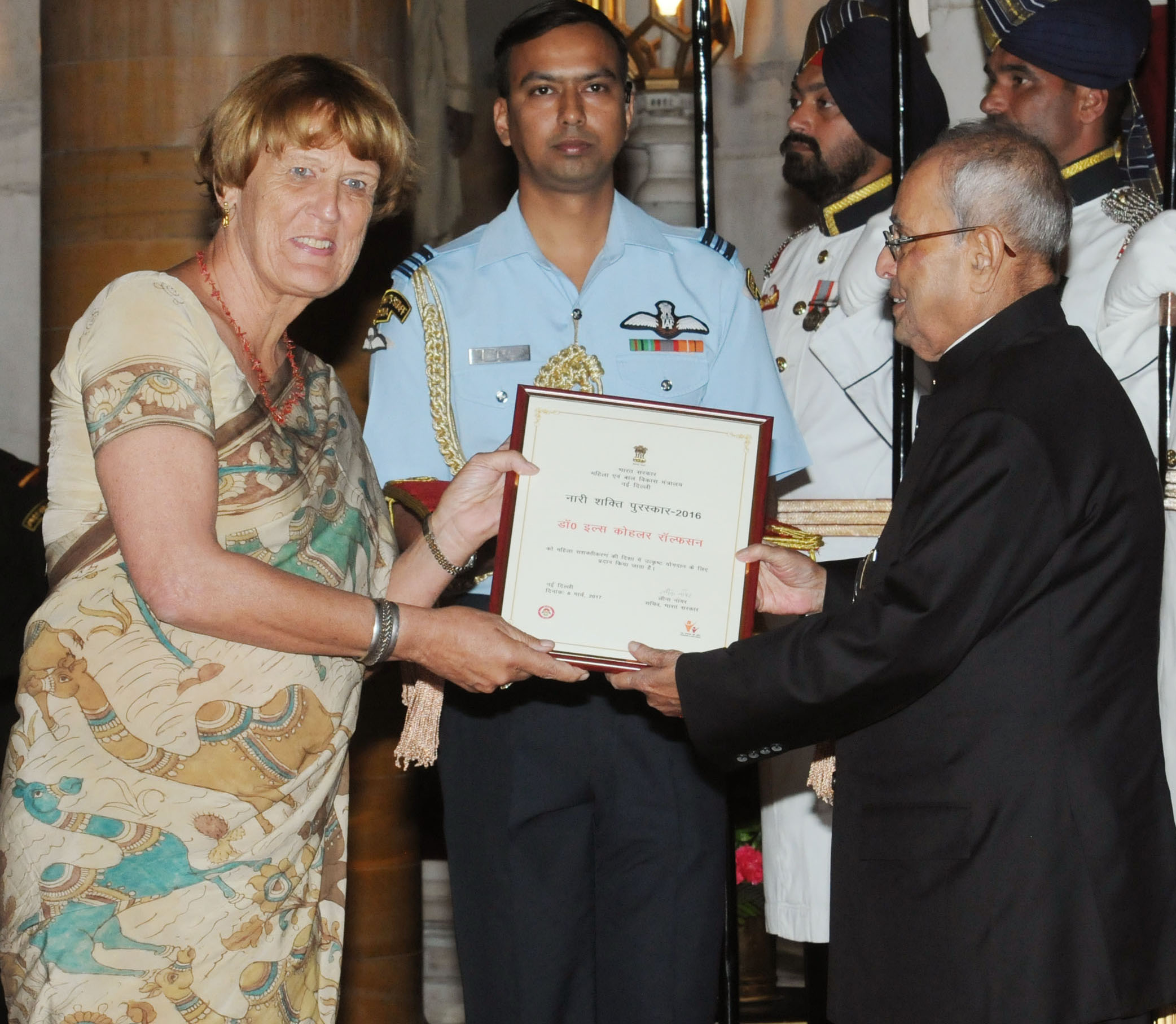
Verleihung des Nari Shakti Puraskar an Köhler-Rollefson (2017)

Köhler-Rollefson verband in ihrer wissenschaftlichen Arbeit anthropologische und veterinärmedizinische Fragestellungen und Methoden. Sie stellte fest, dass traditionelle Behandlungsverfahren wirksam waren und versuchte, dies zu validieren. Sie konnte zeigen, dass zumindest seit der Kolonialzeit westliche Wissenschaftler indigenes Fachwissen über Tiergesundheit, Diagnostik und Therapie zur Kenntnis genommen und manches in die eigene Praxis übernommen hatten. 1992 veröffentlichte sie das Buch "The Raika Dromedary Breeders of Rajasthan: A Pastoral System in Crisis". 1999 habilitierte sie sich an der Ludwig-Maximilians-Universität in München.
Köhler-Rollefsons Arbeit wurde unter anderem von der Deutschen Forschungsgemeinschaft, der National Geographic Society, der Wenner-Gren Foundation for Anthropological Research und der Alexander von Humboldt-Stiftung gefördert.
Sie konnte die Rolle der Raika und anderer Hirtenvölker als Schöpfer einheimischer Nutztierrassen und Hüter der Haustiervielfalt (Hüter der Gene) nachweisen und entwickelte das Konzept der Livestock keepers' rights [dt. Rechte der Viehhalter] mit. Später setzte sie sich für biokulturelle Protokolle für Hirtenvölker ein, um deren Rechte im Rahmen des UN-Übereinkommens über die biologische Vielfalt zu erhalten. Zusammen mit Hanwant Singh Rathore gründete sie die NGO Lokhit Pashu-Palak Sansthan [dt. Gemeinnütziges Tierschutzinstitut], die sich bei der indischen Regierung für diese Anliegen einsetzte. Köhler-Rollefson ist Mitbegründerin und Schlüsselfigur der Liga für pastorale Völker. Um ein Einkommen für die Raika zu schaffen, gründete sie in Rajasthan das Sozialunternehmen Camel Charisma, das Kamelmilch und andere Kamelprodukte vermarktet.
2021 plädierte sie für die Wertschätzung der Hirtenkultur, da durch sie "Abfall in Wert" verwandelt werde. Das Wort "Ödland" lehnt sie als kolonial ab, es handle sich um Weideflächen, die dafür sorgten, dass Indiens Vieh einen Platz zum Gedeihen hat.

## Auszeichnungen
- 2002 Rolex Award for Enterprise[5]
- 2017 Nari Shakti Puraskar, höchste Auszeichnung Indiens für Frauen, durch Präsident Pranab Mukherjee[10]
- 2018 Bundesverdienstkreuz am Bande[11]

## Privates
Köhler-Rollefson ist mit dem US-amerikanischen, vorwiegend über Westasien arbeitenden Prähistorik-Archäologen Gary O. Rollefson verheiratet und hat zwei Kinder.

## Veröffentlichungen (Auswahl)
- The Raika Dromedary Breeders of Rajasthan: A Pastoral System in Crisis. In: Nomadic Peoples. 30. Jahrgang, Nr. 30, 1992, S. 74–83, JSTOR:43123358 (englisch).
- , mit Paul Mundy, Evelyn Mathias: A Field Manual of Camel Diseases : traditional and modern health care for the dromedary. Intermediate Technology Publications, London 2001, ISBN 978-1-85339-503-1 (englisch).
- Camel Karma: Twenty Years Among India's Camel Nomads. Tranquebar Press, 2014, ISBN 978-93-8403063-6 (englisch).
- Hoofprints on the land : how traditional herding and grazing can restore the soil and bring animal agriculture back in balance with the earth. White River Junction, 2023, ISBN 978-1-64502-152-0 (englisch).